# Cuarteto de cuerda n.º 9 (Dvořák)

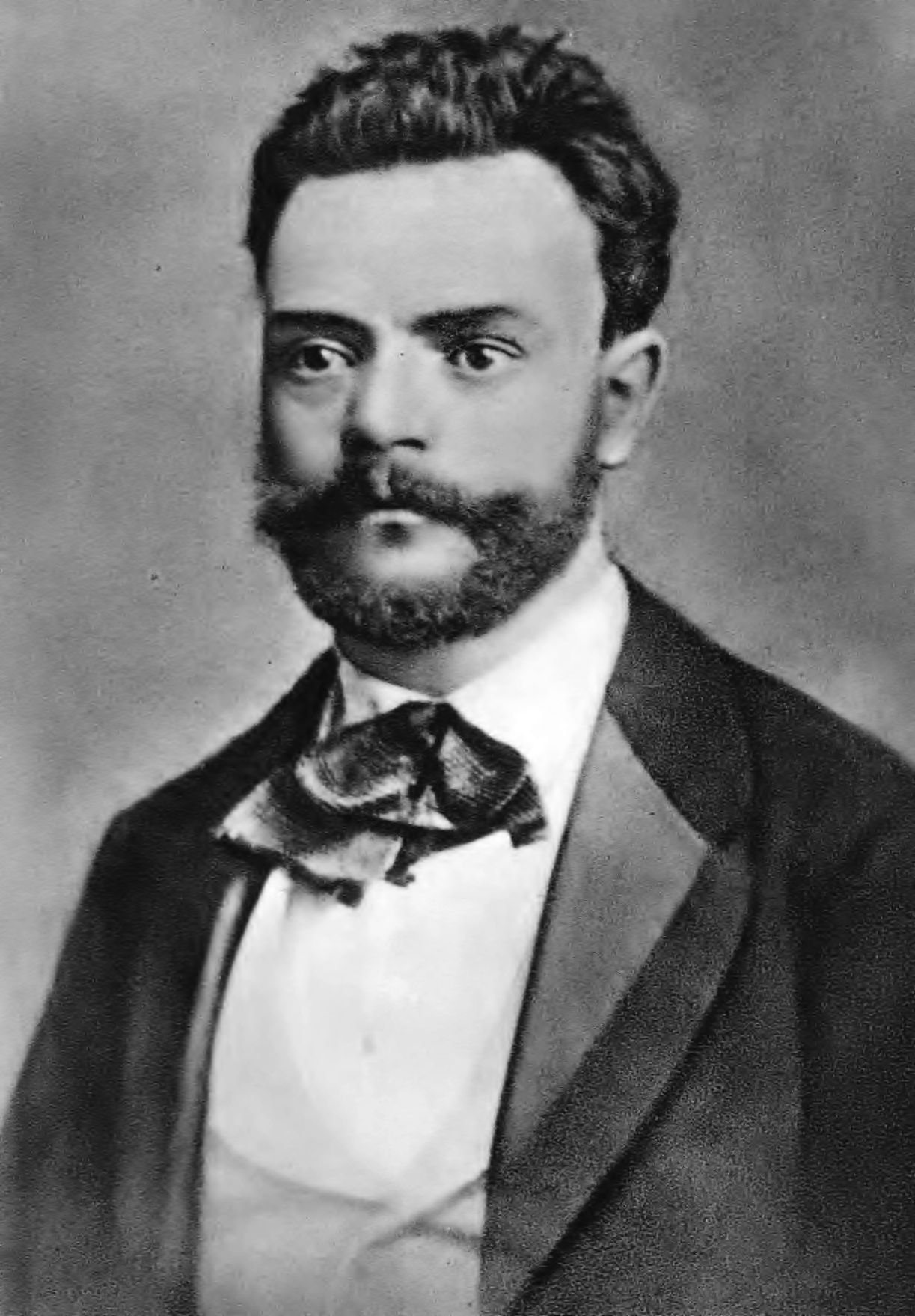
Antonín Dvořák, compositor de la obra, en 1870.

El Cuarteto de cuerda n.° 9 en re menor, op. 34, (B.75) es un cuarteto de cuerda compuesto por Antonín Dvořák y finalizado el 18 de diciembre de 1877, habiéndolo iniciado probablemente en julio de ese año.

## Historia
La obra fue compuesta en los meses posteriores a la muerte de dos de los hijos de Dvořák, Ruzena (murió el 13 de agosto de 1877 a los 10 meses de edad) y Otakar (murió el 8 de septiembre de 1877, 3 años y medio). Está dedicado a Johannes Brahms: Dvořák había ganado el premio de beca del Premio Estatal de Austria tres veces en cuatro años (1874, 1876 y 1877), y después de este tercer éxito, Brahms, uno de los miembros de la comisión responsable de la concesión del premio, remitió a Dvořák a su propio editor, Fritz Simrock.
Dvořák lo revisó en 1879, y Herbert y Truffit sugieren que la primera interpretación pudo haberla realizado el Quartetto Heller (Alberto Castelli (violín), Carlo Coronini (viola), Giulio Heller (violín) y Carlo Piacezzi (violonchelo)), en Trieste, el 14 de diciembre de 1881. Šourek, sin embargo, da una primera actuación en un concierto de la Sección Musical de la Umělecká beseda (Grupo de debate artístico) en Praga el 27 de febrero de 1882, por Ferdinand Lachner, Petr Mares, Vaclav Borecky y Alois Neruda.

## Estructura
La pieza consta de cuatro movimientos:
1. Allegro, re menor, 3
4
2. Alla polka, allegretto scherzando, si♭ mayor – sol menor, 2
4

conTrio, quasi l'istesso tempo, mi♭ mayor, 3
8
1. Adagio, re mayor, 3
4
2. Poco allegro, re menor, 6
8